# Andrzej Niedoba
Andrzej Niedoba (ur. 30 października 1940 w Cieszynie, zm. 25 listopada 2020) – polski pisarz, publicysta, autor reportaży i sztuk teatralnych.

## Życiorys
Syn Adama Niedoby i Janiny, bratanek Władysława Niedoby, zaolziańskiego „Jury spod Grónia”. Ukończył polską szkołę podstawową w Jabłonkowie, liceum ogólnokształcące w Wiśle w 1957 roku i polonistykę na Uniwersytecie Jagiellońskim w Krakowie w 1963 roku.
Po ukończeniu studiów pracował jako dziennikarz i spiker Telewizji Katowice w Krakowie a później w Katowicach. Pisał również artykuły publicystyczne i reportaże, pracował w jedenastu śląskich i zaolziańskich redakcjach. Pod koniec lat 60. XX wieku stworzył wraz ze swoim ojcem nieoficjalny hymn górali beskidzkich „Szumi jawor, szumi”.  W 1978 roku debiutował jako dramaturg sztuką „Skoczek” w Teatrze Polskim w Bielsku-Białej. Wydał zbiory reportaży, jest autorem dramatów. Sztuka „Kim pani jest?” była pokazywana w Teatrze Telewizji, a zagrały w niej Krystyna Janda i Mirosława Dubrawska. Na szczególną uwagę zasługuje dramat „Rajska jabłonka”, który otrzymał I nagrodę w konkursie ogłoszonym przez miesięcznik teatralny „Dialog” w 1985 roku. Napisany gwarą utwór ze względu na poruszaną tematykę nie mógł zaistnieć na deskach teatralnych w latach 80. „Rajska jabłonka” miała swoją prapremierę dopiero w 2016 roku z okazji jubileuszu 65-lecia Sceny Polskiej Teatru Cieszyńskiego w Czeskim Cieszynie. 
Pochowany jest na cmentarzu ewangelickim „Na Groniczku” w Wiśle. 

## Nagrody
- 2017 – Nagroda im. Karola Miarki
- 2019 – Nagroda im. ks. Leopolda Jana Szersznika

## Publikacje
- „Skoczek”[3][4]
- „Siedemdziesiąt dziewięć godzin nocy” (1981)
- „Pęknięte lustra Temidy”
- „Piekłoniebo” (1989)
- „Matka Ziemia” (2017)
- „Rzeka niepokorna. Saga cieszyńska”
- „Rajska jabłonka” – dramat teatralny
- „Pakamera” – dramat teatralny
- „Górlandia” – dramat teatralny
- „Kim pani jest?” – dramat teatralny